# La Villégiature (film)
Pour la pièce de théâtre de Carlo Goldoni, voir La Villégiature.
Pour plus de détails, voir Fiche technique et Distribution.
La Villégiature (La villeggiatura) est un drame politique italien sorti en 1973 et réalisé par Marco Leto.

## Synopsis
Dans les années 1920, l'histoire de l'évasion du socialiste Franco Rossini (inspiré par Carlo Rosselli et Emilio Lussu) de l'île de Lipari, où il était tenu confiné par les fascistes au pouvoir.

## Fiche technique
- Titre en français : La Villégiature[1]
- Titre original : La villeggiatura[2]
- Réalisation : Marco Leto
- Scénario :	Lino Del Fra, Marco Leto, Cecilia Mangini
- Photographie :	Volfango Alfi
- Montage : Giuseppe Giacobino
- Musique : Egisto Macchi
- Décors : Giorgio Luppi
- Production : Enzo Giulioli
- Société de production : Natascia Film
- Pays de production :  Italie
- Langue originale : Italien
- Format : Noir et blanc - 1,66:1 - Son mono - 35 mm
- Durée : 109 minutes
- Genre : Drame politique
- Dates de sortie :
  - Italie : 29 mai 1973 (Milan)
  - France : mai 1973 (Festival de Cannes 1973) ; 15 novembre 1973 (sortie nationale)[1]

## Distribution
- Adalberto Maria Merli : Franco Rossini
- Adolfo Celi : Commissaire Rizzuto
- John Steiner : Scagnetti
- Gianfranco Barra : prêtre
- Roberto Herlitzka : Guasco
- Biagio Pelligra : Mastrodonato
- Aldo De Correllis : prisonnier
- Milena Vukotic : Daria Rossini
- Luigi Uzzo : Massanesi
- Nello Riviè : prisonnier
- Giuliano Petrelli : Nino
- Vito Cipolla : Renzetti
- Silvio Anselmo
- Andrea Ricchiuti : Caterina

## Exploitation
Le film est présenté en avant-première à la Quinzaine des réalisateurs du Festival de Cannes 1973.

### Distinctions
- 1974 - Ruban d'argent
  - Ruban d'argent du meilleur réalisateur débutant
- 1973 - Prix Georges Sadoul
  - Prix Georges Sadoul du meilleur film étranger (ex-aequo avec La tierra prometida (es) de Miguel Littín)